# Nuria Capdevila-Argüelles
Nuria Capdevila-Argüelles (León, 1972) es hispanista, escritora, investigadora y editora feminista. Está especializada en la obra de la escritora de literatura infantil y juvenil Elena Fortún.    

## Biografía
Se doctoró en Estudios Hispánicos en la Universidad de Edimburgo y trabajó como profesora  e investigadora en la Universidad de Lancaster. Fue la primera mujer hispanista becaria postdoctoral en la Universidad de Oxford, antes de asumir la Cátedra de Estudios Hispánicos y Perspectiva de Género en la Universidad de Exeter, ciudad donde reside desde 2005.  
Su carrera docente e investigadora está centrada en la perspectiva de género, la escritura autobiográfica y testimonial, y la historia del pensamiento y la cultura feminista española. Y como escritora rescata a pintoras, artistas e intelectuales de la primera mitad del siglo XX olvidadas y rebeldes.   
Desde que su madre le aficionó a la lectura y a visitar librerías, colecciona los libros de Elena Fortún. Es autora de abundantes estudios sobre la creadora del popular personaje de Celia. Y codirige, junto a María Jesús Fraga, la Colección Biblioteca Elena Fortún de la Editorial Renacimiento, que reúne todos los títulos de la autora.
Es asesora académica y coguionista del proyecto audiovisual Las Sinsombrero, con Tania Batlló. Además, promueve el proyecto audiovisual Cartas vivas, una biblioteca audiovisual testimonial en línea sobre mujeres artistas españolas y latinoamericanas del XX.
Colabora con frecuencia en prensa y medios audiovisuales en España y Reino Unido.

## Obra propia
- 2009. Autoras inciertas. Voces olvidadas de nuestro feminismo (Horas y Horas. La Editorial Feminista) Ensayo sobre Elena Fortún, la también escritora y diplomática Isabel Oyarzábal, la poeta Lucía Sánchez Saornil y la política Hildegart Rodríguez Carballeira.
- 2013. Artistas y precursoras. Un siglo de autoras Roesset (Librería Mujeres/Horas y Horas). Centrada en las pintoras María Roësset Mosquera y Marisa Roësset Velasco, la escultora Margarita Gil Roësset y la editora Consuelo Gil Roësset.
- 2018. El regreso de las modernas, con prólogo de Elvira Lindo (La Caja Book).

## Obra como editora
- 2015. El camino es nuestro (Fundación Banco de Santander). Antología de textos periodísticos de Elena Fortún y Matilde Ras, que Capdevila-Argüelles ha prologado.

- 2016. Oculto sendero (Editorial Renacimiento) Autobiografía inédita de Elena Fortún, que ha editado junto a María Jesús Fraga.[6]
- 2017. De corazón y alma (Fundación Banco de Santander). Diálogo epistolar entre Elena Fortùn y Carmen Laforet, con prólogo de Capdevila-Argüelles y de Cristina y Silvia Cerezales, hijas de Laforet.
- 2020. Sabes Quién Soy. Cartas A Inés Field. Tomos 1 y 2 (Editorial Renacimiento). Las cartas de Elena Fortún a la intelectual argentina Inés Field entre los años 1948 y 1950.
- 2022. El pensionado de Santa Casilda (Editorial Renacimiento). Manuscrito inacabado de Elena Fortún y Matilde Ras, que ha permanecido inédito desde sus años de exilio, prologado por Capdevila-Argüelles.[7]

También como codirectora de la Biblioteca Elena Fortún ha realizado las ediciones críticas de títulos de la escritora, como, Celia madrecita (2015), Celia institutriz en América (2015), El Cuaderno de Celia (2017), El arte de contar cuentos a los niños (2017), Celia se casa (2018), Canciones infantiles (2019), coescrito con la pianista y compositora María Rodrigo, Celia en la revolución (2020), y Celia y sus amigos (2022).
Además, ha editado y prologado las antologías críticas de tres poetas, feministas y luchadoras olvidadas:
- 2020. Corcel de fuego (2020), de Lucía Sánchez Saornil, poeta anarquista y luchadora por la emancipación de la mujer (Ediciones Torremozas)
- 2022 Colofón de luz (2022), de Nuria Parés, poeta y ensayista exiliada en México tras la Guerra Civil donde falleció (Ediciones Torremozas)
- 2022 Cartas a mí misma (2022), de Carmen Castellote, poeta del exilio republicano, residente en México (Ediciones Torremozas)